# Danville, West Virginia
Danville är en kommun (town) i Boone County i West Virginia i USA. Orten har fått sitt namn efter postmästaren Dan Rock. Vid 2010 års folkräkning hade Danville 691 invånare.